# Карл Хамър
Карл Хамър (на нидерландски: Karl Hammer) е холандски разследващ журналист, художествен фотограф и писател на бестселъри в жанр съвместяващ исторически трилър и документалистика.

## Биография и творчество
Карл Хамър е роден на 19 септември 1959 г. в Амстердам, Холандия. Заради насилието в семейството си израства в интернати. Често бяга и се озовава в нощния живот на Амстердам, където води живот сред проститутки, оръжия, насилствени грабежи и измами. Изпращан е няколко пъти в затвора. След като родният му баща умира приема фамилията на втория си баща – Хамър. След последния път в затвора решава да промени начина си на живот.
В началото на 80-те години започва работа като чистач в холандската медийна компания AVRO, работейки денем и учейки вечер. Последователно се запознава с дейността и става асистент в производството, видео редактор, режисьор и младши продуцент към сериала „Spijkerhoek“. До края на 80-те години работи в първата холандска частна радиостанция „Кабел Едно“ и допълнително към първата частна телевизионна станция TV10 (по-късно RTL). В периода 1993 – 1995 г. работи като продуцент-режисьор на „Плаза Медиа“. След това създава радиостанция за шофьори на камиони и е медиен съветник на други кампании. През 2006 г. се обръща към разследващата журналистика.
Първият му роман „Песента на сатаната“ е публикуван през 2010 г. Книгата представя историята на една от най-странните кражби в историята на изкуството, частите от големия Гентски олтар, Йоан Кръстител и Справедливите съдии, на художника Ян ван Ейк от 15 век. Историята е по разказа на историка на изкуството Том Р., който е нает от ЦРУ и МИ5 по време на Втората световна война да открие местонахождението на огромна колекция на изкуството, откраднато от нацистите. Дали тази кражба е обикновена кражба и дали олтарът е нещо повече от произведение на изкуството на територията на международната разузнавателна дейност, дали вплитането на окултния мистицизъм с политиката има нещо общо със загадката на Рен льо Шато?
В спорната си книга „The Hunt for the Nazi Gold“ (Ловът на нацисткото злато) от 2013 г. описва разследване на документ, изготвен в края на Втората световна война от Мартин Борман, който вероятно съдържа указания за намиране на личните диаманти на Хитлер и скривалището на нацистко злато, които са били скрити някъде в Баварските планини и са предназначени за финансиране на терористичната група Верволф. Книгата става бестселър и привлича търсачи на съкровища в района на Митенвалд.
В книгата си „The Seat of Francis“ (Тялото на Франциск) от 2015 г. разследва дали мощите на свети Франциск от Асизи, които се съхраняват в базиликата на Асизи и са част от мултимилионната туристическа и поклонническа индустрия, са истински. След три години на разследване писателят представя историята на средновековния свят изпълнен с войни, смъртоносни болести и духовна корупция, политически и религиозни интриги, които водят до кражбата на тялото на светеца и замяната му с друго тяло.
Освен като писател и лектор, Хамър сериозно се занимава с художествена фотография, чрез която представя библейски, социални и морални сюжети, фотографии натоварени със символизъм и скрити послания.

## Произведения
- The Secret of the Sacred Panel (2010)
Песента на сатаната, изд.: „AMG Publishing“, София (2013), прев. Милена Бурнаска
- The Hunt for the Nazi Gold: Secrets of the March Impromptu Code Revealed (2013)
- The Seat of Francis (2015)
- A History of Doom (?) – незавършена